# Westensee (Gemeinde)
Westensee ist eine Gemeinde in der Nähe von Kiel im Kreis Rendsburg-Eckernförde in Schleswig-Holstein.

## Geografie

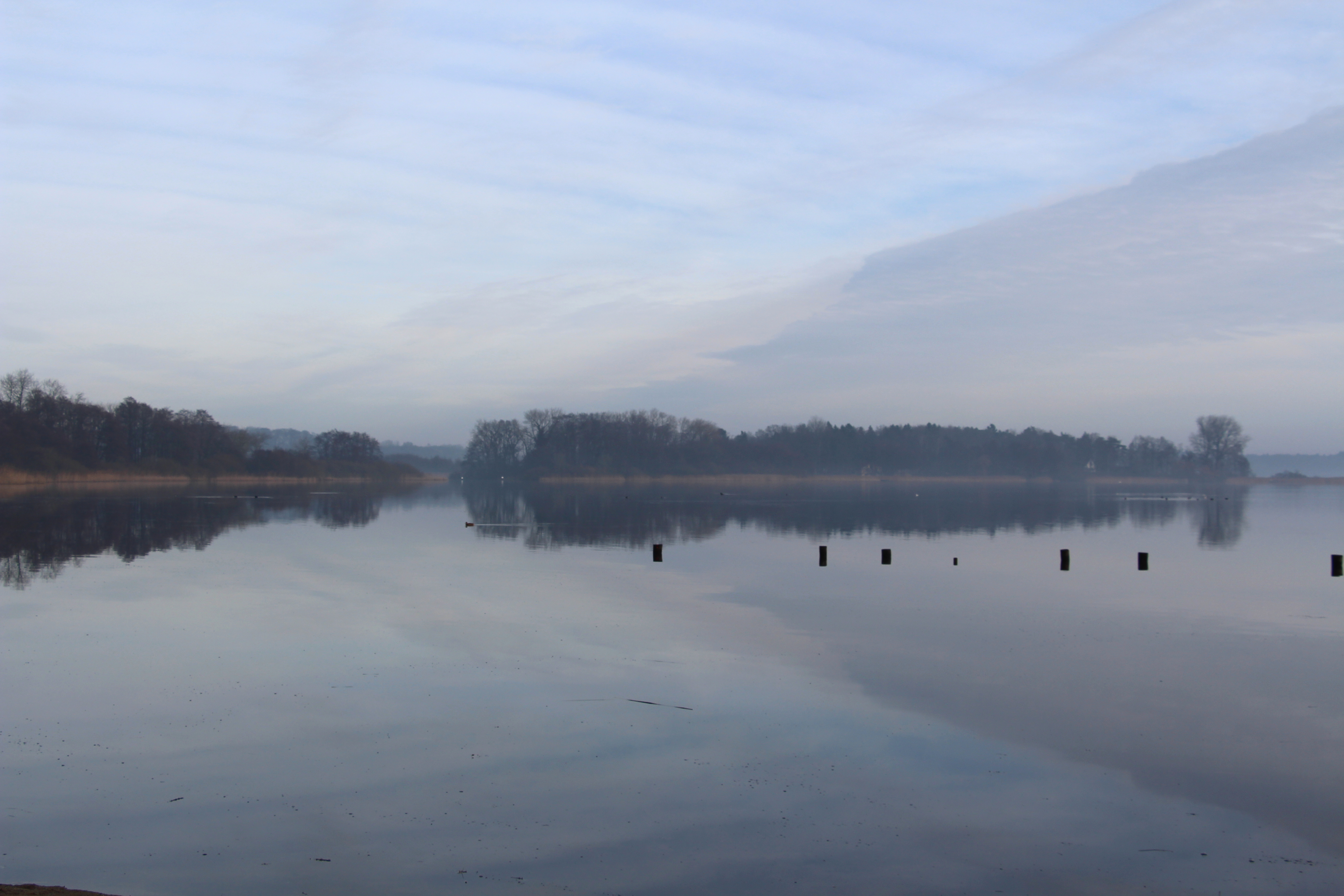
Der Westensee in Westensee

### Geografische Lage
Das Gebiet der Gemeinde Westensee erstreckt sich südwestlich vom gleichnamigen See im nordwestlichen Teilbereich des Naturraums Ostholsteinisches Hügel- und Seenland (Haupteinheit Nr. 702), einem Teilgebiet des schleswig-holsteinischen Hügellandes. Es gehört zum Schutzgebiet des Naturparks Westensee um den sich bis auf eine Höhenlage von 88 Metern über NHN erhebenden Tüteberg.

### Ortsteile
Bossee, Brux, Deutsch-Nienhof, Josephinenhof, Westensee und Wrohe liegen im Gemeindegebiet.

### Nachbargemeinden
Das Gemeindegebiet von Westensee ist umschlossen von jenen der Gemeinden:
|           | Bredenbek, Felde, Achterwehr                |             |
| Haßmoor   | Kompassrose, die auf Nachbargemeinden zeigt | Rodenbek    |
| Emkendorf | Langwedel                                   | Schierensee |

## Geschichte
Der Ortsname bedeutet „westlich vom See“; er wurde später auf den See selbst übertragen.
Mehrere Megalithgräber und Funde von steinzeitlichen Werkzeugen und bronzezeitlichen Urnen lassen auf eine Besiedlung des Gebiets vom Neolithikum an schließen. In der Eisenzeit wanderte die Bevölkerung ab. Adam von Bremen schildert in seiner Chronik das heutige Mittelholstein als menschenleeren Urwald, den sogenannten Isarnho (= eiserner Wald). Erst unter Adolf II. von Schauenburg wurde das Gebiet wieder dichter besiedelt. Die Kirche St. Catharinen wird in einer Urkunde von 1253 als Filiale des Klosters Neumünster erwähnt. Sie stammt vermutlich aus der Zeit kurz nach der Schlacht bei Bornhöved (1227).
Im Zusammenhang mit der ersten Erwähnung der Kirche im Jahr 1253 ist mit Emcko der erste der Ritter von Westensee aus dem Geschlecht des Overboden Marcrad I., die Vasallen der Schauenburger Grafen waren, namentlich genannt. Sein Name ist im Nachbarort Emkendorf erhalten. Der Herrschaftsbereich der Ritter von Westensee erstreckte sich bis nach Kiel und Eckernförde und enthielt zeitweise auch die Pfandherrschaft über Rendsburg. Ihr Wappentier war das Eichhörnchen. Im Jahr 1322 verkauften sie Grömitz an das Kloster Cismar. Sie kontrollierten den Schiffsverkehr auf der Eider mittels der Rendsburger Burg und zweier Burgen am Westensee, der Läkeburg auf der Insel (heute eine Halbinsel zwischen dem Westensee und dem Bossee) Lohburg und der Hohburg auf dem Börner. Die Westenseer Ritter verlegten sich jedoch vom Schutz der Handelswege auf Raubritterei. Marquard von Westensee erklärte zudem 1334 zusammen mit seinen Brüdern und einigen benachbarten Gutsherren Lübeck die Fehde. Daraufhin wandte sich sein Lehnsherr gegen ihn. Die Läkeburg wurde 1348 durch ein Heer der holsteinischen Grafen und der Stadt Lübeck zerstört. Marquard von Westensee musste sich in Lübeck vor Gericht verantworten, schwor Urfehde, wurde aber nach der Verurteilung noch auf Lübecker Gebiet erschlagen. Die Lübecker wurden zu einer hohen Sühneleistung verurteilt.

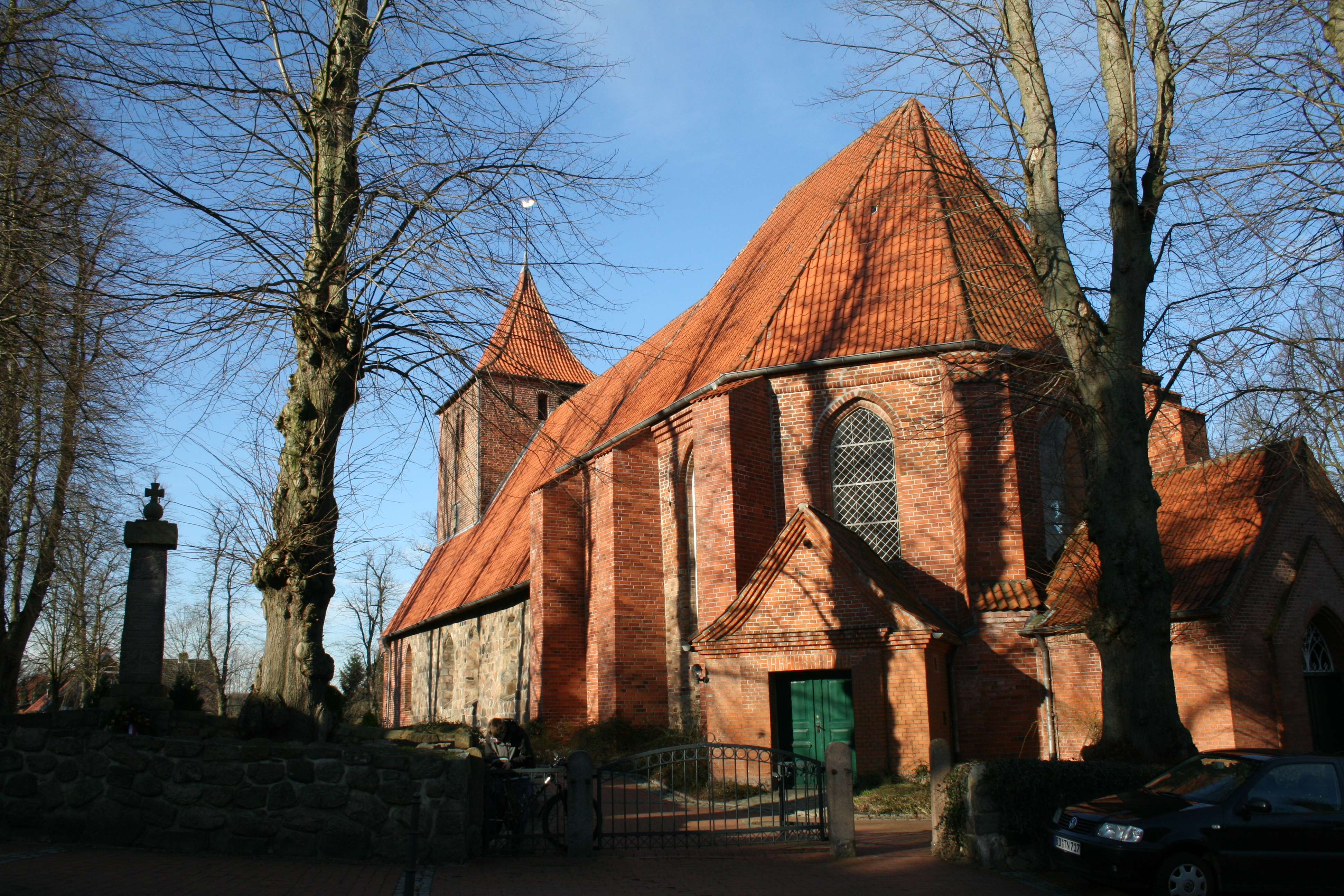
Kirche St. Catharinen, vorn die ehemalige Grabkapelle der Familie Reventlow-Criminil von Gut Emkendorf

Das Dorf Westensee wurde Mitte des 13. Jahrhunderts erstmals erwähnt. Nachdem im 14. Jahrhundert die Pest fast die gesamte Bevölkerung einschließlich des Rittergeschlechts ausgerottet hatte, gingen deren Besitzungen an die Familie Ahlefeldt über. Anders als die Ritter betrieben die neuen Herren selbst Landwirtschaft, gründeten dafür die Güter Bossee, Westensee und Nienhof und machten das durch die Entvölkerung des Schwarzen Todes wüst gefallene Land wieder urbar. Die Bauern gerieten zunehmend in Leibeigenschaft. Im 16. Jahrhundert war die Familie Rantzau Besitzer von Dorf und mehreren Gütern. Der Besitz der Güter wechselte jedoch häufig unter Adligen und Staatsbeamten.
Im Dreißigjährigen Krieg wurde Westensee gleich zweimal verwüstet: 1626/1627 lagerten Tillys Truppen im Ort und 1645 marodierten schwedische Truppen. Auch die Pest suchte das Gebiet zum Beginn des 17. Jahrhunderts zweimal heim, was zur Verarmung der Bauern und zu weiterem Machtzuwachs der adligen Güter führte.
Die Verkoppelung im 18. Jahrhundert und die Bauernbefreiung 1803, also zwei Jahre vor Inkrafttreten des Gesetzes, führten zu einem Anwachsen der Bevölkerung, da der Bedarf an Arbeitskräften auf den Gütern Tagelöhner und Handwerker anzog.
Nach dem Zweiten Weltkrieg wurde ein Teil der Gutsländereien zur Ansiedlung aufgeteilt. Inzwischen gibt es nur noch wenige landwirtschaftliche Betriebe.
Im Jahre 1928 wurden die Gutsgemeinden in politische Gemeinden umgewandelt. Statt des Gutsbesitzers stand der Gemeinde nun ein selbst gewählter Bürgermeister vor.
Seit 1970 gehört die Gemeinde Westensee zum Amt Achterwehr.

### Gut Bossee
Nach der Zerstörung der mittelalterlichen Burgen und dem Aussterben des Westenseer Rittergeschlechts verlagerten die Herren von Ahlefeld ihren Wohnsitz an die Stelle des Guts Bossee. 1470 wurde Bossee als Herrensitz derer von Ahlefeld erstmals erwähnt. Damit ist es das älteste Gut der Gemeinde. Von einem Gebäude aus dem 15. Jahrhundert ist noch das Kellergewölbe unter dem heutigen Herrenhaus erhalten. Im 16. Jahrhundert wurde ein erstes Herrenhaus errichtet. Unter der Familie Rantzau erhielt der Hof die heute noch bestehenden großen Wirtschaftsgebäude. Nach mehreren Besitzerwechseln befindet sich das Gut heute im Besitz der Familie Bülow. Das ehemalige Torhaus ließ Detlev von Bülow um 1900 durch einen Wasserturm ersetzen, der den Hof noch bis weit ins 20. Jahrhundert hinein mit Wasser versorgte. Das Herrenhaus wurde 1897 umgestaltet.

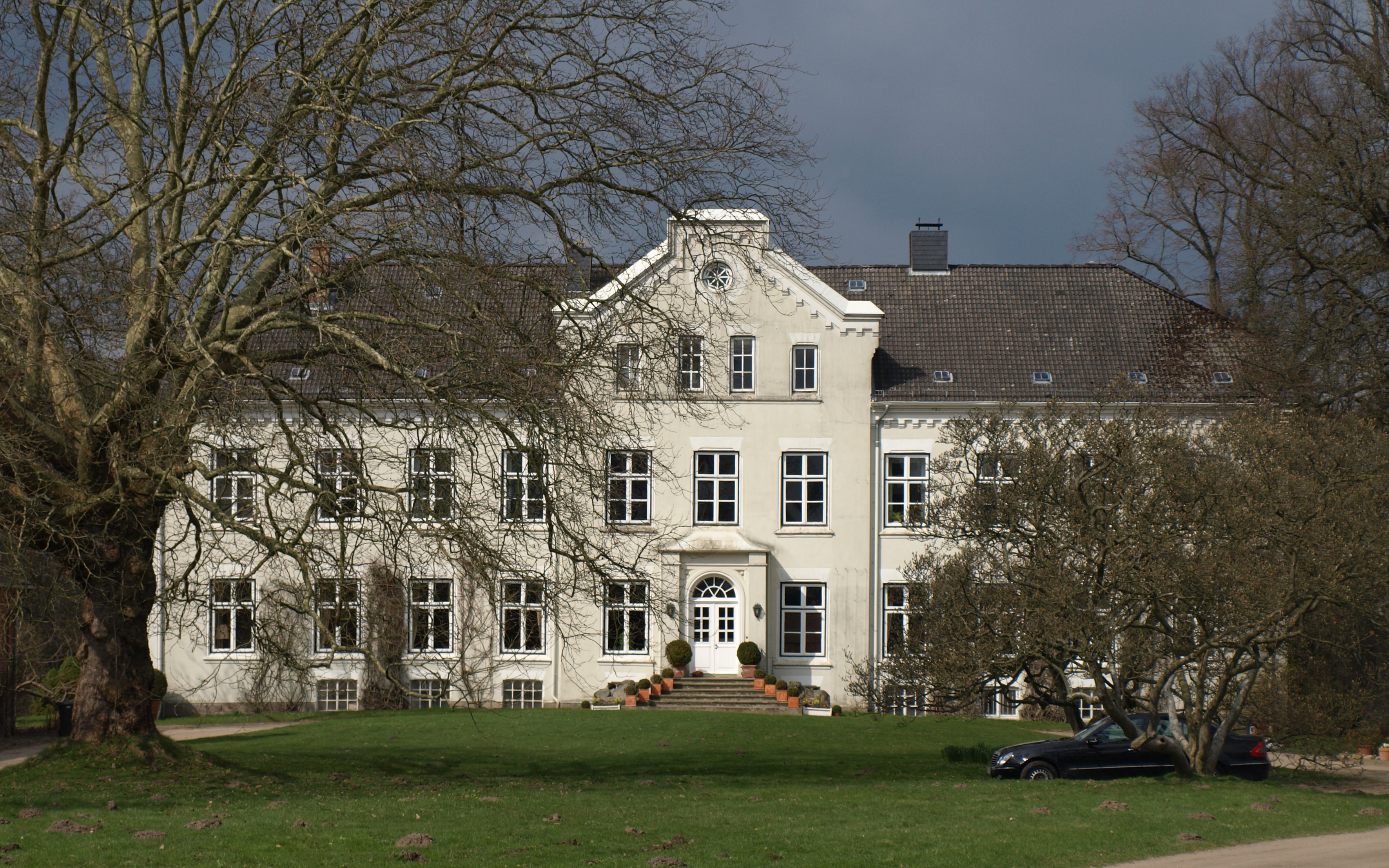
Herrenhaus des Guts Bossee (Vermutl. zweite Hälfte 18. Jh. –  Kellergewölbe um 1400)
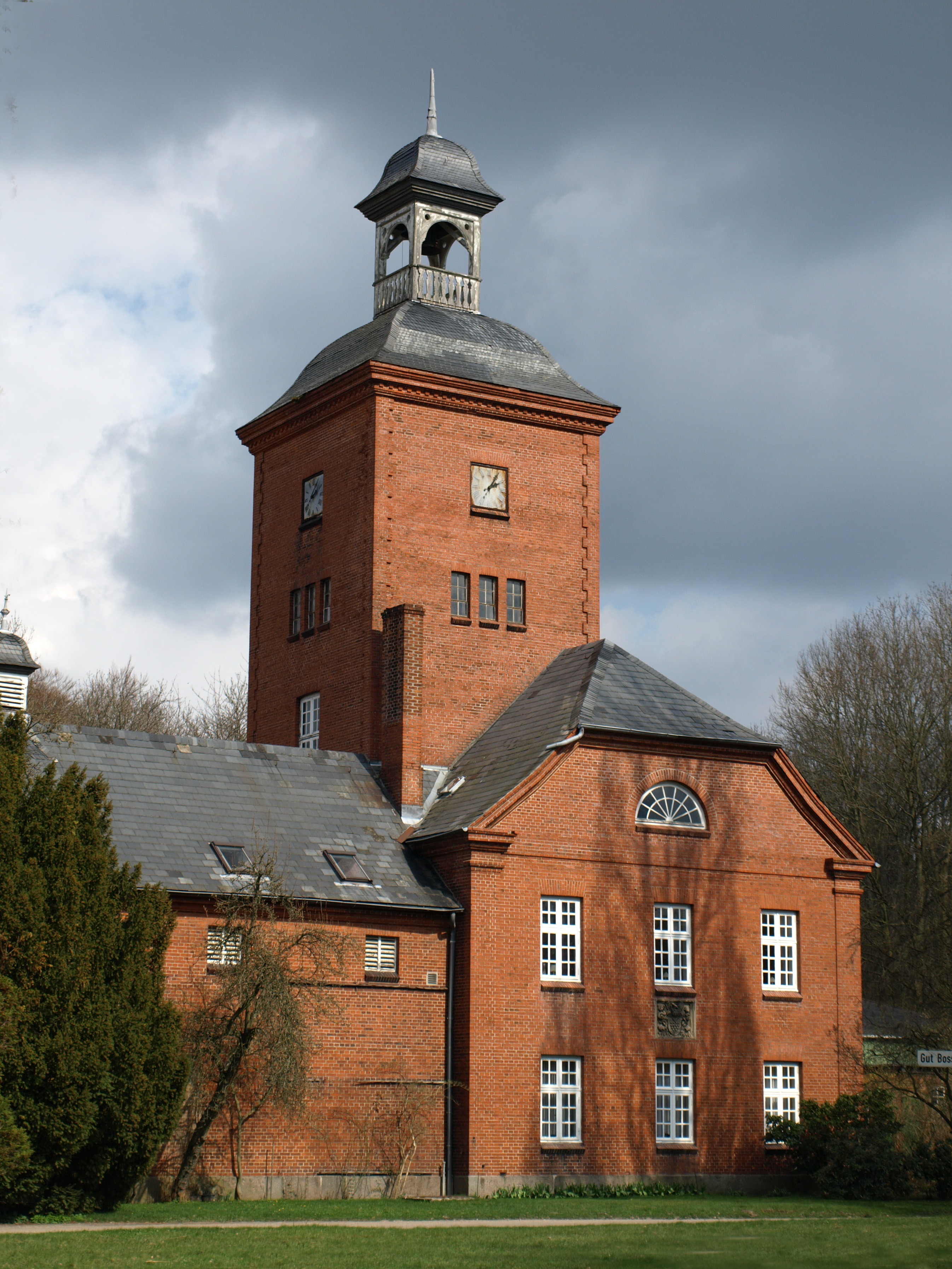
Baugruppe mit Wasserturm (um 1900)
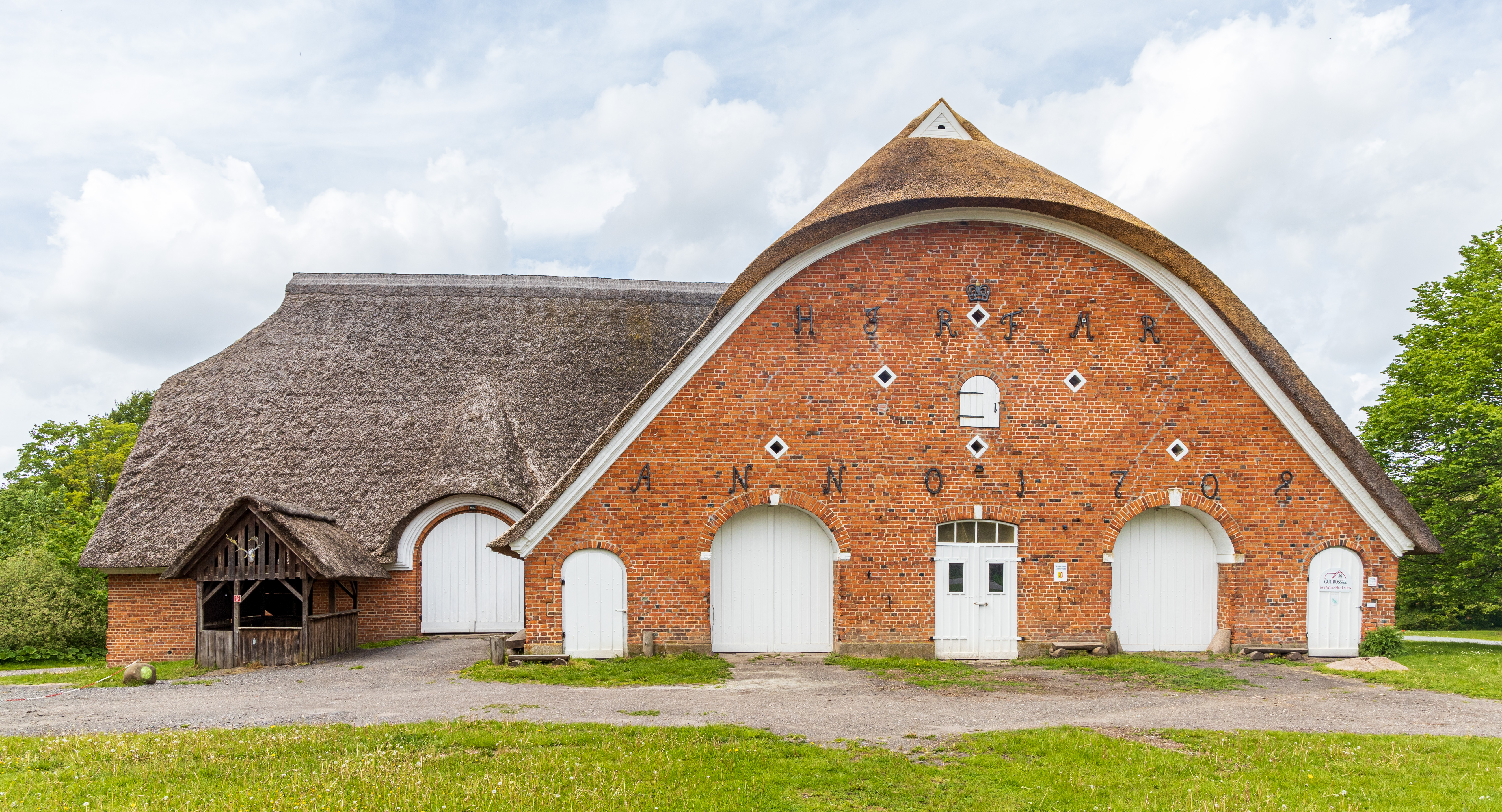
Kuhhaus des Guts Bossee (1709) – Initialen von Heinrich Jasper Rantzau und Friederike Margarete Rantzau

### Gut Deutsch-Nienhof

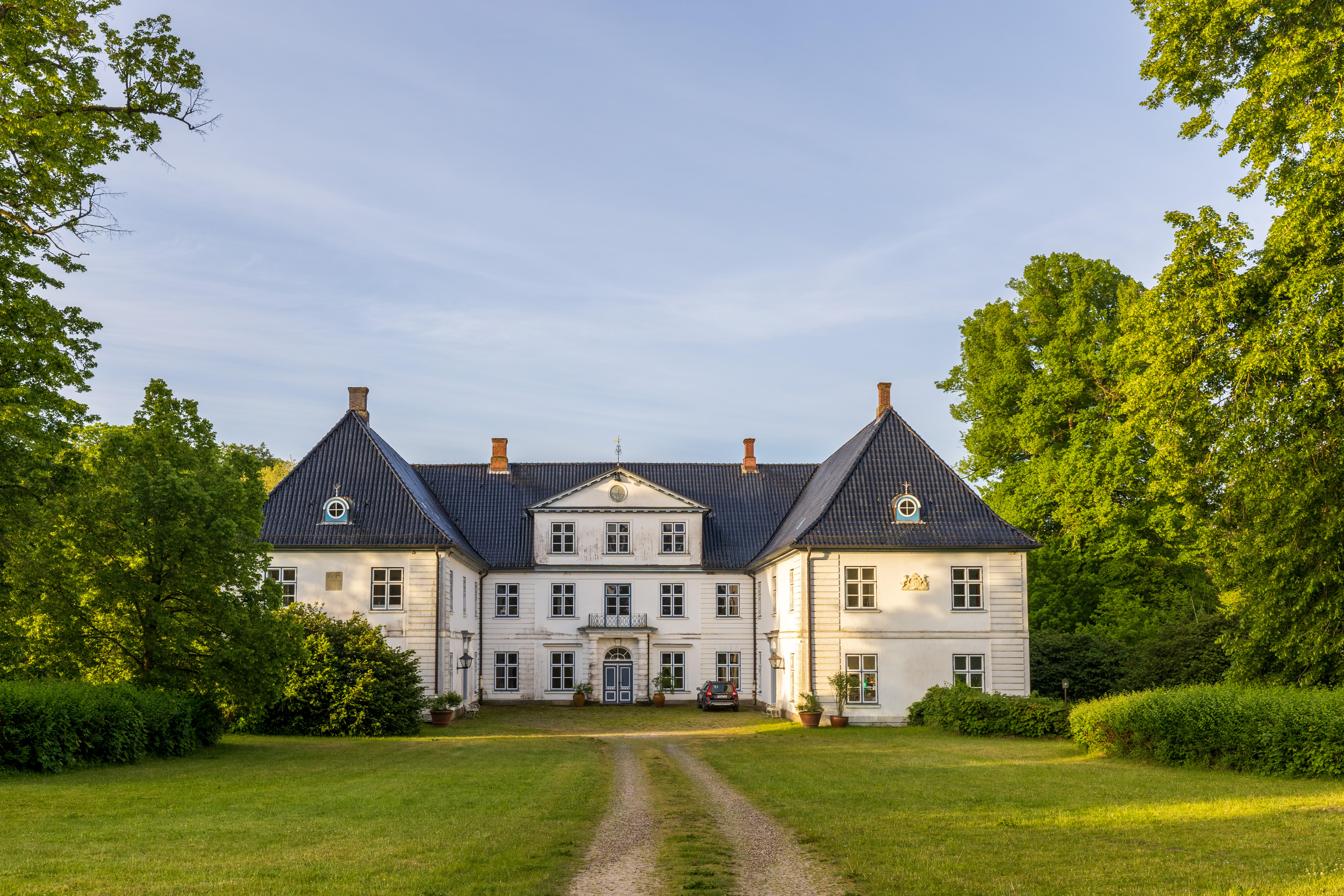
Herrenhaus auf Gut Deutsch-Nienhof

Das ehemalige adlige Gut Deutsch-Nienhof wurde 1472 erstmals erwähnt. Anfang des 16. Jahrhunderts befand es sich im Besitz der Familie Rantzau, die eine dreiflügelige Wasserburg errichtete, die auf der Rantzau-Tafel abgebildet ist. Der bekannteste Besitzer war der Feldherr Daniel Rantzau. 1630 gelangte das Gut über Abel Rantzau an ihren Sohn Otto Blome.
Auf den Fundamenten der alten Burg steht das heutige, Ende des 18. Jahrhunderts erbaute Herrenhaus. Das im Zuge der Baumaßnahmen von Georg Greggenhofer entworfene Torhaus wurde damals nicht verwirklicht, sondern erst 200 Jahre später im Freilichtmuseum Molfsee gebaut.
Das 1776 von der Familie von Hedemann-Heespen erworbene Gut Deutsch-Nienhof ist seit dem 18. Jahrhundert ein Familienfideikommiss. Von 1907 bis 1909 ließ Paul von Hedemann-Heespen das Innere des Gutshauses umgestalten.
In der Gemarkung befinden sich zwei Schalensteine.

### Wrohe (Wrau)
Der Ortsname lautet heute Wrohe, vormals Wrau, im 17. Jahrhundert Wra. Die Bedeutung ist Ecke, Winkel, abgelegene Stelle.
Wrohe bei Kiel wurde 1845 beschrieben als „Dorf zum Kirchspiel Westensee gehörig, 21 H[aushalte] 126 E[inwohner], Königreich Dänemark, Herzogthum Holstein, Patrimonialgericht des Gutes Deutsch Nienhof, Holsteinsches Obergericht resp Oberconsistorium Glückstadt. Das Dorf Wrohe (Wrau) südlich am Westensee belegen besteht aus 5 Halbhufen 3 Kathen und 7 Instenstellen mit einer Schule und einem Wirthshause. An der Schierenseer Scheide liegt der Eulenkrug eine Instenstelle.“
„So ist in dem dem Gut Deutschneuhof angehörigen, sehr romantisch am Westensee liegenden Dorfe Wrohe ein junger Schullehrer, Namens Baar, angestellt …“, zu dessen 50-jährigen Amtsjubiläum am 9. Juni 1865 eine Stiftung gegründet wurde: Die „Bahr'sche Stiftung zum Besten der Schüler der Schule zu Wrohe, im adel. Gute Deutsch-Nienhof, Kirchspiels Westensee“. Diese Schule besuchten 1837 95 Kinder aus dem Einzugsgebiet Deutsch-Nienhof mit Josephinenhof, Eckhöft und Wrohe.

### Eingemeindungen
Teile der am 1. Oktober 1975 in die Nachbargemeinde Langwedel eingegliederten Gemeinde Deutsch-Nienhof (mit dem Gut Deutsch-Nienhof und Wrohe) wurden am 1. August 1976 in die Gemeinde Westensee umgegliedert.

## Politik

### Gemeindevertretung
Bei der Kommunalwahl am 14. Mai 2023 wurden insgesamt 13 Sitze vergeben. Von diesen erhielt die Unabhängige Wählerinnen und Wählergemeinschaft Lebendiges Dorf fünf Sitze und die CDU und die SPD je vier Sitze.

### Wappen
Blasonierung: „Von Silber und Blau schräg geteilt. Oben ein sitzendes, in den Vorderpfoten eine schwarze Nuss haltendes rotes Eichhörnchen, unten fünf silberne Wellenfäden.“ Das Eichhörnchen war Wappentier der Ritter von Westensee.

## Sehenswürdigkeiten
Die St.-Catharinen-Kirche nahe am Ufer des Westensees stammt in ihren Anfängen aus der ersten Hälfte des 13. Jahrhunderts. In ihr befindet sich das Grabmal von Daniel Rantzau.
In der Liste der Kulturdenkmale in Westensee stehen weitere in der Denkmalliste des Landes Schleswig-Holstein eingetragenen Kulturdenkmale.
Durch Westensee verläuft der Naturparkweg, der die fünf Naturparks in Schleswig-Holstein für Wanderer verbindet.
Siehe auch: Dolmen von Langwedel
Am Südrand des Ortsteils Wrohe befindet sich das NATURA-2000-Schutzgebiet FFH-Gebiet Quellen am Großen Schierensee.

## Verkehr
Nördlich verläuft die Bundesautobahn 210 von Rendsburg nach Kiel, südwestlich die Bundesautobahn 7 von Hamburg nach Rendsburg und südöstlich die Bundesautobahn 215 von Neumünster nach Kiel. In das Gemeindegebiet gelangt man auf der schleswig-holsteinischen Landesstraße 48, die an der Anschlussstelle Warder (Nr. 10) an der Autobahn 7 den nächsten ihren Autobahnanschluss hat. Daneben führt die Landesstraße 255 quer dazu von Osterrönfeld nach Flintbek.

## Persönlichkeiten
- Daniel Rantzau von Deutsch-Nienhof (1527–1567) war königlich-dänischer Feldhauptmann. Sein Epitaph befindet sich in der Kirche.
- Wilhelm Johann Theodor Mauch (1788–1863) war praktischer Arzt in Schleswig und später Stadtphysicus von Stadt und Amt Rendsburg.
- Friedrich Seestern-Pauly (1789–1866), aus Bossee war dänischer Amtmann in Schwarzenbek.
- Rudolf Anton Ludwig von Qualen (1778–1830), Offizier und Diplomat in dänischen Diensten und Opfer eines nie geklärten Mordfalls
- Der Bosseer Gutsherr Detlev von Bülow (1854–1926) war von 1907 bis 1914 Oberpräsident der preußischen Provinz Schleswig-Holstein.
- Oscar Troplowitz (1863–1918) war Besitzer von Gut Westensee.
- Paul von Hedemann-Heespen (1869–1937) von Deutsch-Nienhof war Jurist im preußischen Staatsdienst und Landeshistoriker.
- Eduard Pulvermann (1882–1944) war Besitzer von Gut Westensee.